# くろのロワイヤル
『くろのロワイヤル』は、木下由一による日本の漫画作品。『マガジンSPECIAL』（講談社）2009年No.10号（10月5日号）から2012年No.5号まで連載されていた。全33話。なお『マガジンSPECIAL』2012年No.4号には各連載作品合作による特別編『マガスペロワイヤル マガスペ町でつかまえて』が掲載。出張読み切りとして、『週刊少年マガジン』2010年22・23合併号に特別編が掲載された。

## 概要
魔法少女と平凡な一般人男子とのぎこちなくもほほえましい同棲生活を軸に、魔法使い一族の内紛を絡めて描いた日常系ラブコメディ漫画。各話のサブタイトルは映画、ドラマ、漫画、ライトノベル等のパロディになっている。

## あらすじ
クールでミステリアスな美少女・鮫島くろのは、女子高生にして魔法使い。クラスメイトの山野ひとしは存在も中身も平凡な高校生。ごく普通の男子が人見知りな魔法少女と出会ってごく普通の関係に落ち着くわけにはいかず、魔法の秘密を知ってしまったひとしは、くろのの自宅に住まわされることになる。さらに秘密保持の掟によってひとしは抹殺対象にされてしまうが、くろのはとりあえずの家内労働力確保を優先したため、破滅と背中合わせの主従同棲が始まった。ほのかな期待と圧倒的な服従の下僕生活を送るひとしの明日にあるのは愛か死か。

## 登場人物
鮫島 くろの（さめじま くろの）
ヒロインの女子高校生。10月10日生まれ。魔法使いの美少女で、若年ながら数々の奥義や体術を習得しており、また意識操作や記憶改竄、時間停止、箒飛行なども難なくこなせる腕前を持つ。表向きは普通の女子高生として社会生活を送っていたが、ひとしには魔法が効いていなかったため、有無を言わせず身柄を拘束して下僕にする。右耳にある魔法契約の印は触れると快感とともに魔力を消費してしまう弱点でもある。
ものぐさなインドア派で、趣味は漫画鑑賞。好物は甘味全般で、苦手な食べ物はグリーンピース。自身の貧乳（Aカップ）に強いコンプレックスを抱いており、頻繁に測って確認しているものの、なかなか大きくならないのが悩み。
基本的に冷静でおとなしい性格だが、一方で警戒心も強く、人嫌いなところがある。そのため、如才なく振る舞えるえみるに比べ、自分の意思を伝えることに対してやや不器用な面がある。特にひとしに対する言動は飄々としつつも、図太く傲岸不遜。また、えみるには敵愾心を隠さず攻撃的。しかしながらひとしの抹殺については反対しており、内心ではそれなりの尊重はしている。
山野 ひとし（やまの ひとし）
主人公の男子高校生。精神的にも身体的にもごく平均的だが、心理面に効力を持つ魔法にかかりにくい体質だったためにくろのの秘密を知ってしまう。以来強制的にくろのの下僕にされ、彼女のもとで家事労働に従事しながら同棲生活を送るはめになる。性格は概ね善良で控えめだが、くろののキツい言動にムキになったり、スケベ心を刺激されるようなシチュエーションにはあらぬ期待を抱いて積極的になったりと、年相応の少年らしい一面もある。
鯨井 えみる（くじらい えみる）
くろのの親戚で、同じく魔法使いの美少女。くろのとは別の学校に通っている。魔法使いとしての実力はあまり明らかになっていないが、異性を虜にして支配する魔法を使える（ひとしには効かない）。魔法契約の印は左の二の腕にある。くろのとは対照的に巨乳で、セクシーアピールにも積極的。
くろのとはおじい様の遺産の継承権争奪が絡んでいることもあって、犬猿の仲。表向きはかわいらしく社交的に振る舞うが、本音を出せる相手にはわがままな態度を隠さない点では、くろのと似た者同士な面もある。
おじい様
くろのとえみるの祖父。莫大な資産と不老の秘法を持つ大魔法使いで、一族の中では絶対的な存在らしい。このため、自身の外見も白髪である以外は青年並みに若々しい。その遺産の継承権を巡って孫たちが対立状態にあるが、自らの意思は見せずに飄々とした言動と悪戯心を混ぜた態度で煙に巻き、高みの見物を楽しんでいるようなフシがある。魔法の存在を知った部外者を抹殺する掟の執行は視野に入れているが、くろのの変化に興味を持ったようで、2人の同棲を黙認することで保留している。
ギャンブル好きが祟って資産を食いつぶして破産するなど、私生活もかなり破天荒。
ディック・ミルヒ (Dick Milch)
おじい様専属のSPを務める少女。ドイツ伝統の発酵乳と同じ名前だが、コードネームなのか本名なのかについては明らかではない。魔法能力の有無については不明。使用拳銃はコルト・ベスト・ポケットM1908。
継承者争いについては中立の立場だが、くろのやえみるとは個人的に交友もあり、共通の女友達として行動を共にすることもある。スク水愛用者にして個性の乏しい男子に引かれる「無個性フェチ」で、一度惚れてしまうと雪崩の如く言動が大胆で過激になってしまい、テンションが上がると台詞にドイツ語が混じる。彼女の初登場エピソードおよび出番の多くは、なぜか単行本では未収録になってしまっている不遇のキャラでもある。
矢口（やぐち）
くろのとひとしのクラスメイトにして、年齢は20歳のわけあり高校生。強面のヤンキーだがそれほど乱暴ではなく、ひとしにもわりと友好的。
高木（たかぎ）
ひとしのクラスメイトの女子生徒で、くろのとは友人。好きな音楽はラップ。ひとしには特に見所を感じているわけではないが、くろのに対する恋心を察してか、さりげなく示唆を与える。
吉井（よしい）
ひとしのクラスメイトの女子生徒で、くろのとは友人。眼鏡をかけている。高木とはコンビでラップを歌う仲。
木村（きむら）
ひとしの元クラスメイト。授業中でも堂々とエロ本を読む好色者だったが、魔法で学校に編入したくろのと入れ替わる形で存在消失。その後の行方は誰も知らない。
トメ
穏やかそうな外見に似合わず、盗撮稼業を営む老婆。くろのの依頼を受け、ひとしの逃亡やサボタージュを防ぐためにさりげなく監視活動をしている。
セイダレイ兄弟
日本で建設・運送業を営む、トム、ジョン、ドミンゴの外国人3兄弟。その存在によって、ひとしが妖精の効力を知るきっかけとなるが、本人たちはその魔法効力を自覚していない。兄弟3人ともTシャツの裾はパンツにインするスタイル。
小田長太（おだ ちょうた）
常に冷静沈着な態度を崩さない中年の弁護士。その存在により、ひとしが妖精の効力を知るきっかけとなるが、本人は魔法効力を自覚していない。セイダレイ兄弟やトメと同じく、作中ではモブ役でしばしば姿を見せる。
妖精
取得することで魔法の力が発動できる存在。より多くを集めた者が有利な継承権を得るようだが、詳しい条件は不明。
足裏にシリアルナンバー、額に仮名文字があり、組み合わせて文を作ることでその内容を実現化できる効力を持つが、その事はひとしだけが気付いている。魔法に準じた存在のため、ひとし以外の一般人には見ることができない。個性に乏しくさえないタイプを好くため、ひとしは捜索を手伝わされる上に翻弄される。作り主であるおじい様に似たのか普段は悪戯好きな性格で、小悪魔に近いものがある。

## 単行本
- 木下由一『くろのロワイヤル』 講談社〈講談社コミックス〉、既刊1巻
  1. おはよう 2011年5月17日第1刷発行（同日発売） ISBN 978-4-06-384495-5
描き下ろし番外編5話分を同時収録。なお、2010年No.2号、No.4号、No.5号、No.7号、No.10号掲載分の話は単行本未収録であるが、『マガジンSPECIAL』の公式サイト内にて無料配信されている[1]。